# G.A. van Poeljejaarprijs
De G.A. van Poeljejaarprijs is een Nederlandse prijs voor de beste bestuurswetenschappelijke publicatie. De prijs is vernoemd naar Gerrit Abraham van Poelje (1884 - 1976), een van de grondleggers van de Nederlandse bestuurskunde. De prijs bestaat uit een penning en een geldbedrag van 1500 euro.
| Jaar | Winnaar                               | Publicatie | Organisatie                                    |
| ---- | ------------------------------------- | --- | ---------------------------------------------- |
| 2018 | Dorian Schaap                         | The police, the public and the pursuit of trust: A cross-national, dynamic study of trust in the police and police trust-building strategies                                                 | Radboud Universiteit Nijmegen                  |
| 2017 | Maarten Hillebrandt                   | Living Transparency: The development of access to documents in the Council of the EU and its democratic implications                                                                         | Universiteit van Amsterdam                     |
| 2016 | Jeroen Candel                         | Putting Food on the Table. The European Union Governance of the Wicked Problem of Food Security                                                                                              | Wageningen University                          |
| 2015 | Nanke Verloo                          | Negotiating urban conflict: Conflicts as opportunity for urban democracy | Universiteit van Amsterdam                     |
| 2014 | Leonie Heres                          | One Style Fits All? The Content, Origins, and Effect of Follower Expectations of Ethical Leadership                                                                                          | Radboud Universiteit Nijmegen                  |
| 2013 | Toon Kerkhoff                         | Hidden Morals, Explicit Scandals: Public Values and Political Corruption in The Netherlands (1748-1813).                                                                                     | Universiteit Leiden, Campus Den Haag           |
| 2011 | Hylke Dijkstra en Caspar van den Berg | The Role of the Council Secretariat and the European Commission in EU Foreign Policy Transforming for Europe. The Reshaping of National Bureaucracies in a System of Multi-Level Governance. | Universiteit Maastricht en Universiteit Leiden |
| 2010 | Albert Jan Kruiter                    | Mild despotisme in Nederland? Onze democratie en verzorgingsstaat door de ogen van Alexis de Tocqueville                                                                                     | Universiteit van Tilburg                       |
| 2007 | Jan-Kees Helderman                    | Bringing the Market Back In? Institutional complementarity and hierarchy in Dutch housing and health care                                                                                    | Radboud Universiteit                           |
| 2007 | Michael Kaeding                       | Better Regulation in the European Union: Lost in Translation or Full Steam Ahead? | Universiteit Leiden                            |
| 2006 | Will Tiemeijer                        | Het geheim van de burger: Over staat en opinieonderzoek | Universiteit van Tilburg                       |
| 2005 | Jos Koffijberg                        | Getijden van beleid: omslagpunten in de volkshuisvesting | Nicis Institute                                |
| 2004 | Sanneke Kuipers                       | Cast in Concrete? The Institutional Dynamics of Belgian and Dutch Social Policy Reform | Universiteit Leiden                            |
| 2003 | Esther Versluis                       | Enforcement Matters, Enforcement and Compliance of European Directives in Four Member States                                                                                                 | Universiteit Utrecht                           |
| 2002 | Dave Huitema                          | Hazardous decisions. Hazardous waste facility siting in the UK, Netherlands and Canada: institutions and discourses                                                                          | Vrije Universiteit                             |
| 2001 | Taco Brandsen                         | A Wilderness of Mirrors: Quasi-Markets, Housing and the Welfare State | Universiteit van Tilburg                       |
| 2000 | Mirko Noordegraaf                     | Attention! - work and behavior of public managers amidst ambiguity | Universiteit Utrecht                           |
| 1999 | Edward van der Torre                  | Politiewerk | Universiteit Leiden                            |
| 1998 | geen winnaar                          | |                                                |
| 1997 | Wim van de Donk                       | De arena in schema. Een verkenning van de betekenis van informatisering voor beleid en politiek inzake de verdeling van middelen onder verzorgingshuizen                                     | KU Brabant                                     |
| 1996 | René Torenvlied                       | Besluiten in uitvoering. Theorieën over beleidsuitvoering modelmatig getoetst op sociale vernieuwing in drie gemeenten                                                                       | Universiteit van Amsterdam                     |
| 1995 | geen winnaar                          | |                                                |
| 1994 | Arre Zuurmond                         | De infocratie. Een theoretische en empirische oriëntatie op Webers ideaaltype in het informatietijdperk                                                                                      | Erasmus Universiteit                           |
| 1993 | Oscar van Heffen                      | Beleidsontwerp, resultaat en omgeving. De problematiek van randgroepjongeren in zeven Nederlandse gemeenten                                                                                  | Universiteit Twente                            |
| 1992 | geen winnaar                          | |                                                |
| 1991 | Andries Hoogerwerf                    | gehele oeuvre | Universiteit Twente                            |
| 1990 | Mark Bovens                           | Verantwoordelijkheid en organisatie. Beschouwingen over aansprakelijkheid, institutioneel burgerschap en ambtelijke ongehoorzaamheid                                                         | Universiteit Leiden                            |
| 1989 | Paul Frissen                          | Bureaucratische cultuur en informatisering. Een studie naar de betekenis van informatisering voor de cultuur van een overheidsorganisatie                                                    | KU Brabant                                     |
| 1988 | José Toirkens                         | Schijn en werkelijkheid van het bezuinigingsbeleid 1975-1986 | NRC Handelsblad                                |
| 1987 | geen winnaar                          | |                                                |
| 1986 | A.M.J. van Groenendael                | Dilemma's van regelgeving. De regularisatie van illegale buitenlandse werknemers 1975-1985                                                                                                   | KU Nijmegen                                    |
| 1985 | Kas Kastelein                         | Modulair organiseren doorgelicht | Universiteit van Amsterdam                     |
| 1984 | geen winnaar                          | |                                                |
| 1983 | Hans Bressers                         | Beleidseffektiviteit en waterkwaliteitsbeleid. Een bestuurskundig onderzoek | Universiteit Twente                            |
| 1982 | geen winnaar                          | |                                                |
| 1981 | Commissie Henk Vonhoff                | gehele werk | Commissie Hoofdstructuur Rijksdienst           |
| 1980 | G. Kuypers                            | Beginselen van beleidsontwikkeling | Vrije Universiteit                             |
| 1979 | Ernst Hirsch Ballin                   | Publiek recht en beleid. Fundamentele kwesties rondom het functioneren van de Wetenschappelijke Raad voor het Regeringsbeleid                                                                | Universiteit van Amsterdam                     |
| 1978 | geen winnaar                          | |                                                |
| 1977 | Arno Korsten en J Kropman             | Participatie en politiek. Verslag van een onderzoek naar effekten van inspraak bij de streekplanontwikkeling voor Midden-Gelderland                                                          | Instituut voor Toegepaste Sociologie           |